# Nirsevimab
Nirsevimab (Handelsname: Beyfortus; Hersteller: AstraZeneca und Sanofi) ist ein monoklonaler Antikörper zur Krankheitsprävention schwerer Erkrankungen der unteren Atemwege (Lunge), die durch Infektionen mit dem humanen respiratorischen Synzytial-Virus (RSV) bei Neugeborenen und Kindern verursacht werden, während ihrer ersten RSV-Saison. Nirsevimab ist nicht zur Behandlung von bereits bestehenden RSV-Infektionen geeignet. Behandlungen von Erwachsenen sind nicht angezeigt. Die passive Immunisierung mittels der Einmalgabe von Nirsevimab ist in Deutschland von der STIKO seit Juni 2024 für alle Neugeborenen und Säuglinge empfohlen. Der optimale Zeitpunkt ist abhängig vom Geburtstermin.

## Wirkungsweise
Nirsevimab ist ein monoklonaler Antikörper. Ein monoklonaler Antikörper ist eine Art von Protein, das speziell entwickelt wurde, um eine bestimmte Struktur (ein sogenanntes Antigen) zu erkennen und daran zu binden. Nirsevimab bindet an ein Protein, das als „F-Protein“ bezeichnet wird und sich auf der Oberfläche des RSV befindet. Wenn sich Nirsevimab an dieses Protein gebunden hat, kann das Virus nicht mehr in die Körperzellen, insbesondere in die in der Lunge befindlichen Zellen, eindringen. Dies trägt dazu bei, einer RSV-Infektion vorzubeugen.
Die Verabreichung erfolgt als intramuskuläre Injektion.